# Olympique Lyonnais 2009-2010

## Stagione
Nell'estate del 2009 il Lione perde molti giocatori rappresentativi come Juninho Pernambucano, che si trasferisce a parametro zero all'Al-Gharafa, e Karim Benzema, acquistato per 35 milioni di euro dal Real Madrid. Nonostante le difficoltà ad insidiare l'Olympique Marseille in vetta alla classifica della Ligue 1, nella stagione 2009-2010 il Lione ottiene i primi risultati di prestigio in Europa. Negli ottavi di finale di UEFA Champions League elimina il Real Madrid vincendo la gara d'andata a Lione per 1-0 e pareggiando la gara di ritorno a Madrid per 1-1. Nei quarti di finale sconfigge per 3-1 in casa i connazionali del Bordeaux e, pur perdendo per 1-0 il ritorno dello storico derby francese, accede per la prima volta alla semifinale della massima competizione continentale vedendo però cancellare i suoi sogni di arrivare in finale dal Bayern Monaco perdendo tutte e due le gare per 1-0 e per 0-3.
Questa è stata quindi tra le più importanti stagioni della storia del club.

## Rosa
| N. |                                 | Ruolo | Calciatore              |
| -- | ------------------------------- | ----- | ----------------------- |
| 1  | Francia (bandiera)              | P     | Hugo Lloris             |
| 2  | Francia (bandiera)              | D     | François Clerc          |
| 3  | Brasile (bandiera)              | D     | Cris (Capitano)         |
| 4  | Francia (bandiera)              | D     | Jean-Alain Boumsong     |
| 5  | Francia (bandiera)              | C     | Mathieu Bodmer          |
| 6  | Svezia (bandiera)               | C     | Kim Källström           |
| 7  | Brasile (bandiera)              | C     | Michel Bastos           |
| 8  | Bosnia ed Erzegovina (bandiera) | C     | Miralem Pjanić          |
| 9  | Argentina (bandiera)            | A     | Lisandro López          |
| 10 | Brasile (bandiera)              | C     | Ederson Honorato Campos |
| 12 | Francia (bandiera)              | D     | Timothée Kolodziejczak  |
| 13 | Francia (bandiera)              | C     | Anthony Réveillère      |
| 14 | Francia (bandiera)              | A     | Sidney Govou            |
| 17 | Camerun (bandiera)              | C     | Jean Makoun             |
| 18 | Francia (bandiera)              | A     | Bafétimbi Gomis         |
| 19 | Argentina (bandiera)            | C     | César Delgado           |

| N. |                    | Ruolo | Calciatore      |
| -- | ------------------ | ----- | --------------- |
| 20 | Francia (bandiera) | D     | Aly Cissokho    |
| 22 | Francia (bandiera) | C     | Clément Grenier |
| 23 | Brasile (bandiera) | D     | Anderson        |
| 24 | Francia (bandiera) | C     | Romain Beynié   |
| 25 | Francia (bandiera) | P     | Joan Hartock    |
| 28 | Francia (bandiera) | C     | Jérémy Toulalan |
| 29 | Francia (bandiera) | A     | Yannis Tafer    |
| 30 | Francia (bandiera) | P     | Rémy Vercoutre  |
| 31 | Francia (bandiera) | C     | Saïd Mehamha    |
| 32 | Francia (bandiera) | D     | Lamine Gassama  |
| 35 | Francia (bandiera) | D     | Nicolas Seguin  |
| 36 | Francia (bandiera) | D     | Sébastien Faure |
| 37 | Francia (bandiera) | D     | Thomas Fontaine |
| 39 | Francia (bandiera) | A     | Ishak Belfodil  |
| 41 | Francia (bandiera) | C     | Maxime Gonalons |

### Staff tecnico
| Allenatore:            | Claude Puel    |
| Allenatore in seconda: | Patrick Collot |
| Allenatore in seconda: | Bruno Genesio  |